# 生活排水

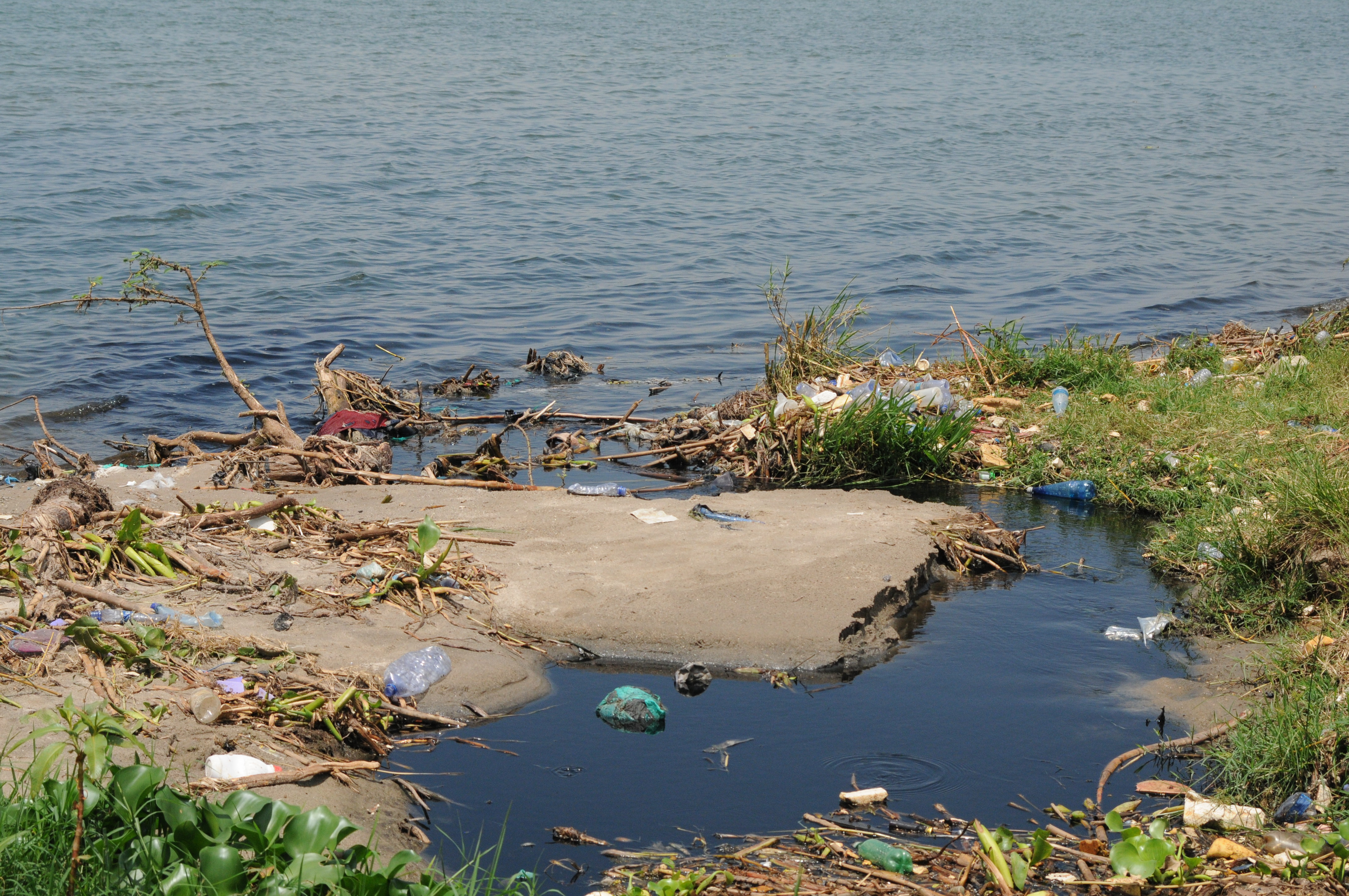
生活排水が流れ込んでいる川

生活排水（せいかつはいすい）とは、炊事や洗濯など一般的な人間の生活に伴って生じ、排出される水。日本において通常は、水質汚濁防止法第2条第8項における前述の定義が用いられる。

## 概要
人間の生活に伴うものであれば、一般家庭からの排水に限らず、事業所等からの排水も含まれる。いわゆる家庭ごみとともに、廃棄物処理法における一般廃棄物に分類される。いわゆる都市部では、狭義の下水道である公共下水道により処理され、その他の地域では、集落排水施設およびコミュニティプラント、各家庭に設置される合併処理浄化槽等により処理されたのち、河川等の公共用水域に排出される。いずれにも該当しない場合、屎尿（しにょう）については、汲み取りまたは単独処理浄化槽による処理が行われるが、生活雑排水は無処理で公共用水域に排出される。
工場排水のように一時に大量に出て、特定の成分が集中するものではないが、恒常的に排出され、個々の量は少なくとも、全体としては多量となる。
各々の排出源が小規模で、効果的な廃水処理が難しいため、結果的にはその影響は大きく、水系の富栄養化に大きく働く。現在の水質汚濁の原因の7割近くは生活排水によるものであるとも言われる。
主要な内容としては二つある。
ひとつは、生活雑排水と呼ばれる台所、風呂および洗濯等の排水で、食品の残渣、洗剤および衣服の汚れ等が含まれ環境負荷（BOD換算）で約70%である。もう一つは屎尿と呼ばれるトイレからの排水で、環境負荷で約30%である。

## 生活排水を適正に処理している人口
生活排水を適正に処理している人口は、毎年、国などから発表されている。国からは、「適正に処理を行っている人口」の定義の違いにより、2種類の数字が発表されている。

### 汚水処理人口普及率
汚水処理人口普及率（%）=（下水道処理人口＋集落排水施設等処理人口＋合併処理浄化槽人口＋コミュニティプラント処理人口）／住民基本台帳人口×100
下水道、集落排水施設等処理人口は、供用開始されている区域の人口であり、実際に利用しているかは問わない。また、合併処理浄化槽人口には、下水道、集落排水施設等の供用開始区域の人口を含まない。毎年8月ごろに、国土交通省、農林水産省、環境省の連名で発表されている。令和5年度末現在の全国平均は93.3%である。

### 汚水衛生処理率
汚水衛生処理率（%）=（下水道処理人口＋集落排水施設等処理人口＋合併処理浄化槽人口＋コミュニティプラント処理人口）／（住民基本台帳人口＋外国人登録人口）×100
下水道、集落排水施設等処理人口は、実際に利用している人口である。毎年3月ごろに、総務省から発表されている。令和5度末現在の全国平均は89.5%である。

## 生活排水処理施設
生活排水処理施設は、個別処理方式と集合処理方式に大別される。個別処理方式は建物と同一敷地内に設置し下水を処理する施設であり、集合処理方式は複数の建物から排出される下水を管路に集めることで処理する施設である。代表的な生活排水処理施設としては、下水道・農業集落排水・浄化槽などが挙げられる。